# Alsarah
Alsarah (tiếng Ả Rập: السارة) (sinh năm 1982), là một ca sĩ người Sudan-Mỹ, nhạc sĩ,và nhà nghiên cứu dân tộc học. Cô là trưởng nhóm của nhóm Alsarah & Nubatones, và đã biểu diễn với các nhóm khác như The Nile Project. Nghệ danh của cô là sự kết hợp của tên cô với một mạo từ xác định tiếng Ả Rập.

## Tuổi thơ
Alsarah sinh ra ở Khartoum, Sudan. Cả bố mẹ cô đều là nhà hoạt động nhân quyền. Khi cô lên tám, gia đình cô đã trốn khỏi đất nước trong cuộc đảo chính năm 1989 của tổng thống tương lai Omar al-Bashir để tránh bị giết vì bất đồng chính kiến. Sau đó, họ sống ở Taez, Yemen, trước khi chạy trốn một lần nữa do cuộc nội chiến năm 1994 của đất nước. Sau đó, họ đến Hoa Kỳ tị nạn chính trị và định cư tại Boston. Trong thời kỳ hỗn loạn này, cô thường tìm thấy niềm an ủi trong âm nhạc, nghe những bản thu âm lậu ở Yemen và học những bài học piano thông thường từ một người bạn của gia đình.
Tại Hoa Kỳ, cô đã hát trong một số ca đoàn âm nhạc thế giới và học trung học tại Trường Công lập Nghệ thuật Biểu diễn Pioneer Valley. Cô học ngành Dân tộc học tại Đại học Wesleyan, nơi cô viết luận văn tốt nghiệp về âm nhạc Zār của Sudan.

## Nghề nghiệp
Sau khi tốt nghiệp năm 2004, cô chuyển đến thành phố New York và bắt đầu ca hát chuyên nghiệp bằng tiếng Ả Rập, tự kiếm sống với nhiều công việc lặt vặt khác nhau. Cô là ca sĩ của ban nhạc Zanzibari Sound of Tarab.

## Alsarah & Nubatones
Alsarah thành lập Alsarah và Nubatones trong năm 2010, với em gái cô, Nahid, ca sĩ hát đệm, tay bass Mawuena Kodjovi, tay chơi oud Luthier Haig Manoukian (thay thế bởi Brandon Terzic sau khi ông chết), và tay chơi nhạc cụ gõ Rami El-Aasser ở Cafe Antarsia Ensemble.
Họ đã phát hành bản thu âm đầu tay của họ, "Soukura" EP, vào năm 2014, tiếp theo là album đầy đủ "Silt" vào cuối năm đó. Bài hát "Soukura", xuất hiện trong cả hai album, đã có video âm nhạc được phát hành vào ngày 25 tháng 3 năm 2014. [5] Họ đã lưu diễn Hungary, Bồ Đào Nha, Pháp, các Tiểu vương quốc Ả Rập Thống nhất, Morocco, Ai Cập, Lebanon, Thụy Điển, và Litva.

## Tác phẩm khác
Năm 2010, cô đã phát hành một video âm nhạc có tên "Vote!", Với sự tham gia của rapper Oddisee, để khuyến khích công dân Sudan bỏ phiếu trong cuộc bầu cử sắp tới của đất nước. Cô đã hợp tác với Zach Fredman, một tay sinh viên chơi nhạc cụ gõ và là giáo sĩ Do Thái người Mỹ trong album "One Bead" (2012), ra mắt từ nhóm The Epichorus của anh.
Năm 2013, cô phát hành album "Al Jawal", hợp tác với nhà sản xuất người Pháp Débruit, phát hành thông qua Soundway Records Cô đã biểu diễn tại Lễ hội âm nhạc hòa giải của Waayaha Cusub, lễ hội âm nhạc đầu tiên ở Mogadishu sau 20 năm. Cô đã đóng góp bài hát "Salaam Nubia" trong album "Aswan" cho Nile Project của Mina Girgis và Meklit Hadero, được ghi lại trong một buổi biểu diễn live tại Aswan, Ai Cập.
Cô đã được xuất hiện trong bộ phim tài liệu "Beats of the Antonov" năm 2014, đã giành giải thưởng People's Choice Award cho Phim tài liệu hay nhất tại Liên hoan phim quốc tế Toronto 2014.

## Nghệ thuật
Cô đã cho Hamza El Din và Abd El Gadir Salim vào danh sách trong số các nghệ sĩ Nubian và Sudan yêu thích của cô.

## Danh sách đĩa nhạc

### Album solo
- Aljawal ("Eternal Traveler") (2013, Soundway) (with Débruit)

### With Alsarah & the Nubatones
- Silt (2014, Wonderwheel Recordings)
- Soukura EP (2014, Wonderwheel)
- Manara ("The Lighthouse") (2016, Wonderwheel)

#### Video âm nhạc
- "Soukura" (2014)
- "Habibi Taal" (2014)
- "Ya Watan" (2016)

### With The Epichorus
- One Bead (2012)

### Other credits
- The Nile Project, Aswan (2013) – featured artist ("Salaam Nubia")
- Captain Planet, "Esperanto Slang" (2014) - featured artist ("Safaru")
- Dexter Story, Wondem (2015) – composer, featured artist ("Without an Address")